# Молодий Годар
«Молодий Годар» (фр. Le Redoubtable, букв. Грізний) — французький біографічний комедійний фільм 2017 року, поставлений режисером Мішелем Азанавічусом з Луї Гаррелем в ролі Жана-Люка Годара. Фільм було відібрано для участі в основній конкурсній програмі 70-го Каннського міжнародного кінофестивалю (2017) у змаганні за Золоту пальмову гілку. Фільм був номінований у 5-ти категоріяї на здобуття французької національної кінопремії «Сезар» 2018 року. 

## Сюжет
Париж, 1967 рік. Жан-Люк Годар (Луї Гаррель) знімає «Китаянку» зі своєю коханою Анною Вяземські (Стейсі Мартін) у головній ролі, яка на 20 років молодша від нього. Вони щасливі та приймають рішення одружитися. Проте, реакція громадськості на фільм породжує в Жані-Люку бажання до постійного самокопання. Події травня 1968-го тільки підсилюють цей процес і кризу, що спіткала режисера. Серйозні внутрішні конфлікти та стіна нерозуміння безповоротно змінюють його.

## У ролях
| • Луї Гаррель     | … | Жан-Люк Годар        |
| • Стейсі Мартін   | … | Анна Вяземські       |
| • Береніс Бежо    | … | Мішель Розьє         |
| • Міша Лекот      | … | Жан-П'єр Бамберже    |
| • Грегорі Гадебуа | … | Мішель Курно         |
| • Фелікс Кісайль  | … | Жан-П'єр Гора        |
| • Артур Орсьє     | … | Жан-Анрі Роже        |
| • Марк Фрез       | … | Еміль                |
| • Ромен Гупіль    | … | поліцейський-кіноман |
| • Жан-П'єр Мокі   | … | клієнт ресторану     |
| • Гуідо Карпіно   | … | Бернардо Бертолуччі  |
| • Еммануель Айта  | … | Марко Феррері        |
| • Філіпп Жирар    | … | Жан Вілар            |
| • Кантен Дольмер  | … | Поль                 |

## Знімальна група
- Автор сценарію — Мішель Азанавічус
- Режисер-постановник — Мішель Азанавічус
- Продюсери — Флоренс Гасту, Мішель Азанавічус, Ріад Саттуф
- Виконавчий продюсер — Деніел Делюм
- Оператор — Гійом Шифман
- Монтаж — Анн-Софі Бйон
- Художник-постановник — Крістіан Марті
- Художник з костюмів — Сабріна Ріккарді

## Нагороди та номінації
| Список нагород та номінацій         | Список нагород та номінацій | Список нагород та номінацій    | Список нагород та номінацій | Список нагород та номінацій | Список нагород та номінацій |
| Кінопремія                          | Дата церемонії              | Категорія                      | Номінант(и)                 | Результат                   | Дж                          |
| ----------------------------------- | --------------------------- | ------------------------------ | --------------------------- | --------------------------- | --------------------------- |
| Каннський міжнародний кінофестиваль | 28.05.2017                  | Золота пальмова гілка          | Молодий Годар               | Номінація                   | [ 2 ]                       |
| Премія «Люм'єр»                     | 5.02.2018                   | Найкращий режисер              | Мішель Азанавічус           | Номінація                   | [ 6 ]                       |
| Премія «Люм'єр»                     | 5.02.2018                   | Найкращий актор                | Луї Гаррель                 | Номінація                   | [ 6 ]                       |
| Премія «Сезар»                      | 2.03.2018                   | Найкраща режисерська робота    | Мішель Азанавічус           | Номінація                   |                             |
| Премія «Сезар»                      | 2.03.2018                   | Найкращий актор                | Луї Гаррель                 | Номінація                   |                             |
| Премія «Сезар»                      | 2.03.2018                   | Найкращий адаптований сценарій | Мішель Азанавічус           | Номінація                   |                             |
| Премія «Сезар»                      | 2.03.2018                   | Найкраща операторська робота   | Гійом Шифман                | Номінація                   |                             |
| Премія «Сезар»                      | 2.03.2018                   | Найкращі декорації             | Крістіан Марті              | Номінація                   |                             |